# Eliminatoria a la Eurocopa Sub-16 1997
La Eliminatoria a la Eurocopa Sub-16 1997 contó con la participación de 47 selecciones infantiles de Europa para definir a los 15 clasificados a la fase final del torneo a disputarse en Alemania junto al país anfitrión.

## Grupo 1
Los partidos se jugaron en Italia del 4 al 8 de marzo de 1997.
| País       | J | G | E | P | GF | GC | Pts |
| ---------- | - | - | - | - | -- | -- | --- |
| Italia     | 3 | 2 | 1 | 0 | 6  | 0  | 7   |
| Rusia      | 3 | 1 | 1 | 1 | 3  | 3  | 4   |
| Rumania    | 3 | 1 | 1 | 1 | 3  | 4  | 4   |
| Azerbaiyán | 3 | 0 | 1 | 2 | 1  | 6  | 1   |

| Equipo 1   | Resultado | Equipo 2   |
| ---------- | --------- | ---------- |
| Italia     | 0-0       | Azerbaiyán |
| Rumania    | 0-0       | Rusia      |
| Rusia      | 3-0       | Azerbaiyán |
| Rumania    | 0-3       | Italia     |
| Azerbaiyán | 1-3       | Rumania    |
| Rusia      | 0-3       | Italia     |

## Grupo 2
Los partidos se jugaron en Israel del 4 al 8 de marzo de 1997.
| País                            | J | G | E | P | GF | GC | Pts |
| ------------------------------- | - | - | - | - | -- | -- | --- |
| Israel                          | 2 | 2 | 0 | 0 | 6  | 1  | 6   |
| Albania                         | 2 | 1 | 0 | 1 | 2  | 2  | 3   |
| República Federal de Yugoslavia | 2 | 0 | 0 | 2 | 2  | 7  | 0   |

| Equipo 1                        | Resultado | Equipo 2                        |
| ------------------------------- | --------- | ------------------------------- |
| República Federal de Yugoslavia | 1-5       | Israel                          |
| Albania                         | 2-1       | República Federal de Yugoslavia |
| Israel                          | 1-0       | Albania                         |

## Grupo 3
Los partidos se jugaron en San Marino del 20 al 24 de noviembre.
| País       | J | G | E | P | GF | GC | Pts |
| ---------- | - | - | - | - | -- | -- | --- |
| Ucrania    | 2 | 2 | 0 | 0 | 8  | 0  | 6   |
| Moldavia   | 2 | 1 | 0 | 1 | 3  | 3  | 3   |
| San Marino | 2 | 0 | 0 | 2 | 0  | 8  | 0   |

| Equipo 1   | Resultado | Equipo 2   |
| ---------- | --------- | ---------- |
| San Marino | 0-5       | Ucrania    |
| Ucrania    | 3-0       | Moldavia   |
| Moldavia   | 3-0       | San Marino |

## Grupo 4
| País    | J | G | E | P | GF | GC | Pts |
| ------- | - | - | - | - | -- | -- | --- |
| Francia | 4 | 2 | 2 | 0 | 11 | 3  | 8   |
| Turquía | 4 | 2 | 2 | 0 | 10 | 3  | 8   |
| Malta   | 4 | 0 | 0 | 4 | 0  | 15 | 0   |

| Equipo 1 | Resultado | Equipo 2 |
| -------- | --------- | -------- |
| Francia  | 5-0       | Malta    |
| Francia  | 2-2       | Turquía  |
| Turquía  | 4-0       | Malta    |
| Turquía  | 1-1       | Francia  |
| Malta    | 0-3       | Turquía  |
| Malta    | 0-3       | Francia  |

## Grupo 5
Los partidos se jugaron en Grecia del 23 al 27 de octubre.
| País     | J | G | E | P | GF | GC | Pts |
| -------- | - | - | - | - | -- | -- | --- |
| Georgia  | 2 | 1 | 1 | 0 | 8  | 4  | 4   |
| Grecia   | 2 | 0 | 2 | 0 | 5  | 5  | 2   |
| Bulgaria | 2 | 0 | 1 | 1 | 1  | 5  | 1   |

| Equipo 1 | Resultado | Equipo 2 |
| -------- | --------- | -------- |
| Grecia   | 4-4       | Georgia  |
| Bulgaria | 1-1       | Grecia   |
| Georgia  | 4-0       | Bulgaria |

## Grupo 6
Los partidos se jugaron en Eslovenia del 22 al 26 de octubre.
| País         | J | G | E | P | GF | GC | Pts |
| ------------ | - | - | - | - | -- | -- | --- |
| Eslovenia    | 3 | 2 | 1 | 0 | 8  | 2  | 7   |
| Países Bajos | 3 | 2 | 0 | 1 | 2  | 1  | 6   |
| Dinamarca    | 3 | 1 | 1 | 1 | 6  | 1  | 4   |
| Macedonia    | 3 | 0 | 0 | 3 | 2  | 14 | 0   |

| Equipo 1     | Resultado | Equipo 2     |
| ------------ | --------- | ------------ |
| Macedonia    | 0-1       | Países Bajos |
| Eslovenia    | 0-0       | Dinamarca    |
| Macedonia    | 2-7       | Eslovenia    |
| Países Bajos | 1-0       | Dinamarca    |
| Dinamarca    | 6-0       | Macedonia    |
| Países Bajos | 0-1       | Eslovenia    |

## Grupo 7
Los partidos se jugaron en Chipre del 3 al 7 de marzo de 1997.
| País          | J | G | E | P | GF | GC | Pts |
| ------------- | - | - | - | - | -- | -- | --- |
| Austria       | 2 | 1 | 1 | 0 | 5  | 0  | 4   |
| Chipre        | 2 | 1 | 1 | 0 | 3  | 0  | 4   |
| Liechtenstein | 2 | 0 | 0 | 2 | 0  | 8  | 0   |

| Equipo 1      | Resultado | Equipo 2      |
| ------------- | --------- | ------------- |
| Liechtenstein | 0-3       | Chipre        |
| Austria       | 5-0       | Liechtenstein |
| Chipre        | 0-0       | Austria       |

## Grupo 8
Los partidos se jugaron en Inglaterra del 28 de octubre al 1 de noviembre.
| País            | J | G | E | P | GF | GC | Pts |
| --------------- | - | - | - | - | -- | -- | --- |
| España          | 2 | 1 | 1 | 0 | 6  | 2  | 4   |
| República Checa | 2 | 0 | 2 | 0 | 3  | 3  | 2   |
| Inglaterra      | 2 | 0 | 1 | 1 | 3  | 7  | 1   |

| Equipo 1        | Resultado | Equipo 2        |
| --------------- | --------- | --------------- |
| Inglaterra      | 2-2       | República Checa |
| España          | 5-1       | Inglaterra      |
| República Checa | 1-1       | España          |

## Grupo 9
Los partidos se jugaron en Croacia del 17 al 21 de septiembre.
| País        | J | G | E | P | GF | GC | Pts |
| ----------- | - | - | - | - | -- | -- | --- |
| Eslovaquia  | 2 | 1 | 1 | 0 | 3  | 2  | 4   |
| Croacia     | 2 | 1 | 1 | 0 | 2  | 1  | 4   |
| Bielorrusia | 2 | 0 | 0 | 2 | 1  | 3  | 0   |

| Equipo 1    | Resultado | Equipo 2    |
| ----------- | --------- | ----------- |
| Croacia     | 1-0       | Bielorrusia |
| Eslovaquia  | 1-1       | Croacia     |
| Bielorrusia | 1-2       | Eslovaquia  |

## Grupo 10
Los partidos se jugaron en Hungría del 14 al 18 de octubre.
| País     | J | G | E | P | GF | GC | Pts |
| -------- | - | - | - | - | -- | -- | --- |
| Hungría  | 2 | 2 | 0 | 0 | 7  | 0  | 6   |
| Armenia  | 2 | 1 | 0 | 1 | 1  | 6  | 3   |
| Portugal | 2 | 0 | 0 | 2 | 0  | 2  | 0   |

| Equipo 1 | Resultado | Equipo 2 |
| -------- | --------- | -------- |
| Portugal | 0-1       | Hungría  |
| Armenia  | 1-0       | Portugal |
| Hungría  | 6-0       | Armenia  |

## Grupo 11
Los partidos se jugaron en Polonia del 1 al 5 de octubre.
| País    | J | G | E | P | GF | GC | Pts |
| ------- | - | - | - | - | -- | -- | --- |
| Polonia | 3 | 2 | 1 | 0 | 8  | 3  | 7   |
| Escocia | 3 | 2 | 1 | 0 | 4  | 2  | 7   |
| Noruega | 3 | 1 | 0 | 2 | 4  | 6  | 3   |
| Gales   | 3 | 0 | 0 | 3 | 1  | 6  | 0   |

| Equipo 1 | Resultado | Equipo 2 |
| -------- | --------- | -------- |
| Gales    | 0-1       | Escocia  |
| Noruega  | 1-4       | Polonia  |
| Gales    | 1-3       | Noruega  |
| Escocia  | 2-2       | Polonia  |
| Polonia  | 2-0       | Gales    |
| Noruega  | 0-1       | Escocia  |

## Grupo 12
Los partidos se jugaron en Estonia del 22 al 26 de septiembre.
| País    | J | G | E | P | GF | GC | Pts |
| ------- | - | - | - | - | -- | -- | --- |
| Suiza   | 2 | 1 | 1 | 0 | 8  | 1  | 4   |
| Estonia | 2 | 1 | 0 | 1 | 1  | 7  | 3   |
| Letonia | 2 | 0 | 1 | 1 | 1  | 2  | 1   |

| Equipo 1 | Resultado | Equipo 2 |
| -------- | --------- | -------- |
| Estonia  | 1-0       | Letonia  |
| Letonia  | 1-1       | Suiza    |
| Suiza    | 7-0       | Estonia  |

## Grupo 13
Los partidos se jugaron en Islandia del 23 al 17 de septiembre.
| País        | J | G | E | P | GF | GC | Pts |
| ----------- | - | - | - | - | -- | -- | --- |
| Islandia    | 2 | 2 | 0 | 0 | 7  | 0  | 6   |
| Luxemburgo  | 2 | 1 | 0 | 1 | 4  | 5  | 3   |
| Islas Feroe | 2 | 0 | 0 | 2 | 2  | 8  | 0   |

| Equipo 1    | Resultado | Equipo 2    |
| ----------- | --------- | ----------- |
| Islandia    | 3-0       | Luxemburgo  |
| Luxemburgo  | 4-2       | Islas Feroe |
| Islas Feroe | 0-4       | Islandia    |

## Grupo 14
Los partidos se jugaron en Irlanda del Norte del 18 al 22 de noviembre.
| País              | J | G | E | P | GF | GC | Pts |
| ----------------- | - | - | - | - | -- | -- | --- |
| Irlanda del Norte | 2 | 2 | 0 | 0 | 8  | 2  | 6   |
| Lituania          | 2 | 1 | 0 | 1 | 3  | 5  | 3   |
| Irlanda           | 2 | 0 | 0 | 2 | 2  | 6  | 0   |

| Equipo 1          | Resultado | Equipo 2          |
| ----------------- | --------- | ----------------- |
| Irlanda del Norte | 4-1       | Lituania          |
| Lituania          | 2-1       | Irlanda           |
| Irlanda           | 1-4       | Irlanda del Norte |

## Grupo 15
Los partidos se jugaron en Suecia del 23 al 27 de septiembre. 
| País      | J | G | E | P | GF | GC | Pts |
| --------- | - | - | - | - | -- | -- | --- |
| Bélgica   | 2 | 2 | 0 | 0 | 6  | 2  | 6   |
| Suecia    | 2 | 1 | 0 | 1 | 2  | 1  | 3   |
| Finlandia | 2 | 0 | 0 | 2 | 2  | 7  | 0   |

| Equipo 1  | Resultado | Equipo 2  |
| --------- | --------- | --------- |
| Finlandia | 2-5       | Bélgica   |
| Bélgica   | 1-0       | Suecia    |
| Suecia    | 2-0       | Finlandia |